# ISO 3166-2:BT
ISO 3166-2:BT é a entrada para Butão em ISO 3166-2, parte do padrão ISO 3166 publicado pela Organização Internacional para Padronização (ISO), que define códigos para os nomes das principais subdivisões (por exemplo, províncias ou estados) de todos os países codificados em ISO 3166-1.
Atualmente para Butão, ISO 3166-2 códigos são definidos por 20 distritos.
Cada código é composto de duas partes, separadas por um hífen. A primeira parte é BT, o código ISO 3166-1 alfa-2 do Butão, A segunda parte é de dois dígitos, exceto Gasa e Trashiyangste, que usam duas letras. O primeiro dígito indica a zona onde o distrito está em:
- 1: Ocidental
- 2: Central (Gasa também esta nesta zona)
- 3: Sul
- 4: Oriental (Trashiyangste também esta nesta zona)

## Códigos atuais
Códigos ISO 3166 e nomes das subdivisões estão listadas como é o padrão oficial publicada pela Agência de Manutenção (ISO 3166/MA).
As colunas podem ser classificadas clicando nos respectivos botões.
| Código | Distrito         |
| ------ | ---------------- |
| BT-33  | Bumthang         |
| BT-12  | Chukha           |
| BT-22  | Dagana           |
| BT-GA  | Gasa             |
| BT-13  | Haa              |
| BT-44  | Lhuntse          |
| BT-42  | Mongar           |
| BT-11  | Paro             |
| BT-43  | Pemagatshel      |
| BT-23  | Punakha          |
| BT-45  | Samdrup Jongkhar |
| BT-14  | Samtse           |
| BT-31  | Sarpang          |
| BT-15  | Thimphu          |
| BT-41  | Trashigang       |
| BT-TY  | Trashiyangste    |
| BT-32  | Trongsa          |
| BT-21  | Tsirang          |
| BT-24  | Wangdue Phodrang |
| BT-34  | Zhemgang         |